# Церква Святого Архистратига Михаїла (Верхній Вербіж)
Церква Святого Архистратига Михаїла — чинна дерев'яна церква у селі Верхній Вербіж на Коломийщині. Парафія належить до Печеніжинського благочиння Коломийської єпархії ПЦУ. Престольне свято — 21 листопада (Собор Архистратига Михаїла).

## Розташування

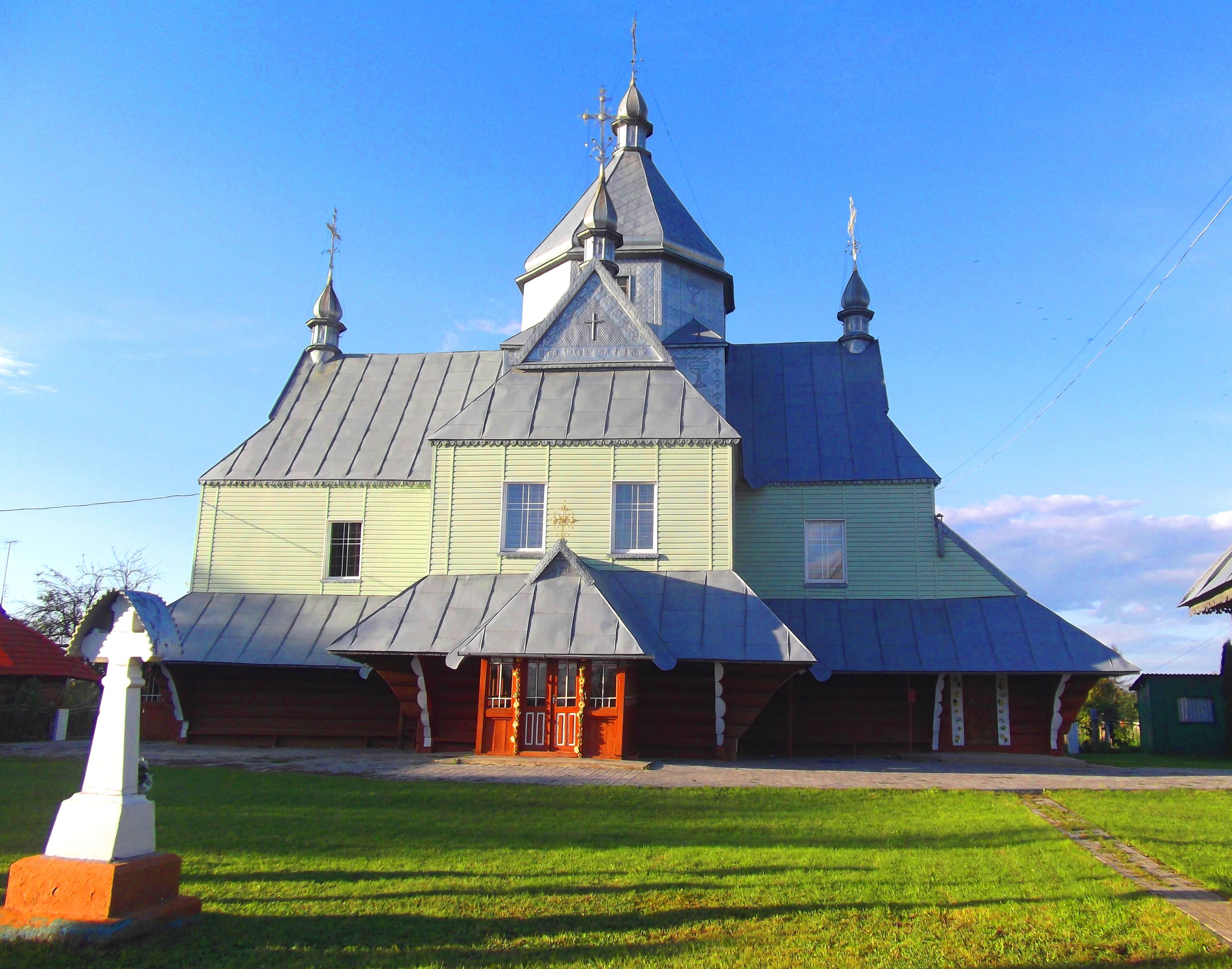

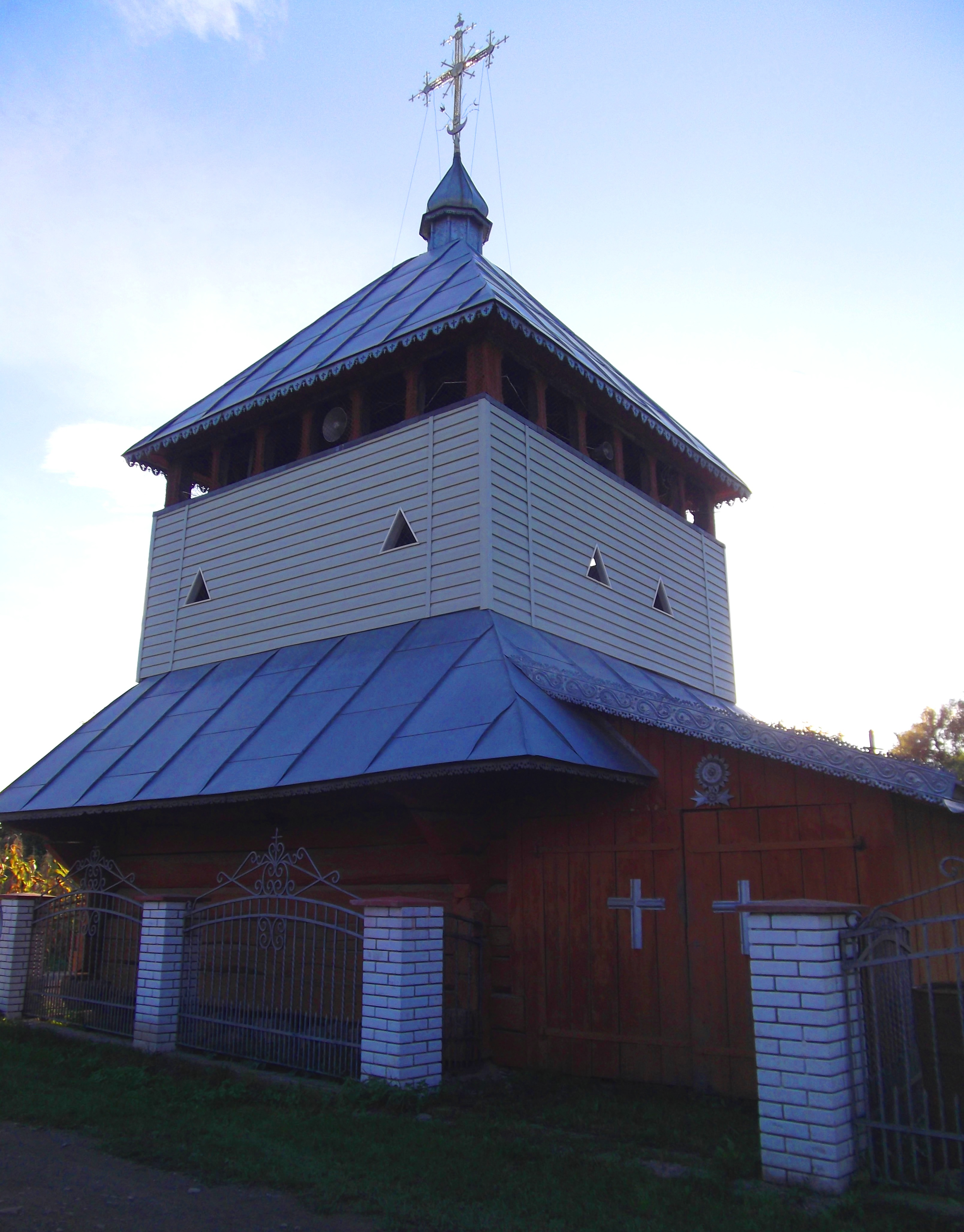

Церква знаходиться на південний захід від центру села, неподалік від головної дороги, на південь від цвинтаря.

## Історія
Церква збудована 1861 року, на місці старішої дерев'яної церкви, яка була побудована у 1728 році. Почали будувати церкву в 1858 році з дерева, попередньо розібравши старіший храм. Була філіальною парафіяльної церкви Успіння Пресвятої Богородиці в сусідньому Нижньому Вербіжі.
Наприкінці 1865 року біля церкви було збудовано невеличку парафіяльну школу, де навчали місцевих дітей до 1911 року. 
У 1901 році церкву перекрили бляхою, оскільки до того вона була покрита ґонтом, а в 1905 році перекрили і дзвіницю.
1995 року розпочався ремонт та перекриття церкви Святого Архистратига Михаїла. Наступного року церкву відреставровано художником Ярославом Ковбаснюком. 
У 2011 році церква та дзвіниця була оббиті сучасною пластиковою вагонкою.
Парафія з жовтня 1991 року належала до УАПЦ. 23 листопада 2016 року парафія перейшла до УПЦ КП, а після об'єднавчого собору (15 грудня 2018 року) парафія належить до Печеніжинського благочиння Коломийської єпархії Православної Церкви України.

## Архітектура
Церква тризрубна одноверха, хрещата в плані, гуцульського типу. Із заходу до бабинця та з півдня до нави прибудовані невеликі зашклені ґанки, до вівтаря, по осі церкви, прилягає рівношироке захристія.
Навколо церкви є опасання, під опасанням стіни з відкритих брусів зрубів. Після останнього ремонту над опасанням стіни оббили пластиковою вагонкою, а вікна замінили пластиковими.
Дерев'яна двоярусна дзвіниця стоїть з південного боку від церкви. Після останнього ремонту стіни другого ярусу дзвіниці оббили пластиковою вагонкою, а з півночі до першого ярусу добудували прибудову.